# Camille Chamoun Sports City Stadium
Camille Chamoun Sports City Stadium (arab.: ملعب المدينةالرياضية) – wielofunkcyjny stadion sportowy w stolicy Libanu, Bejrucie. Wykorzystywany jest głównie do gry w piłkę nożną. Został wybudowany w roku 1957, a ostatnia renowacja miała miejsce w 1997 roku. Był jedną z trzech aren piłkarskiego Pucharu Azji 2000. Pojemność stadionu wynosi 49 500 widzów, co czyni go największym tego typu obiektem w Libanie.